# Droit de conquête
Le droit de conquête est un droit de propriété sur un territoire aussitôt après en avoir pris possession par la force des armes. Ce principe, autrefois partie intégrante du droit international, est peu à peu tombé en désuétude jusqu'à son interdiction après la Seconde Guerre mondiale en vertu du concept de crime contre la paix figurant dans les principes de Nuremberg. 

## Histoire
L'interdiction de conquêtes territoriales est réaffirmée et élargie avec la charte des Nations unies, qui garantit l'intégrité territoriale et dispose (article 2, paragraphe 4) : « Les Membres de l'Organisation s'abstiennent, dans leurs relations internationales, de recourir à la menace ou à l'emploi de la force, soit contre l'intégrité territoriale ou l'indépendance politique de tout État, soit de toute autre manière incompatible avec les buts des Nations unies ». Même si les guerres civiles sont fréquentes, les guerres entre États ont décliné à partir de 1945. Depuis l'entrée en vigueur de la charte, les nations qui ont recouru à la violence ont, en règle générale, invoqué l'autodéfense ou le droit à la défense collective.

## Conquête et occupation militaire
Jusqu'en 1945, la disposition d'un territoire acquis selon le principe de la conquête militaire devait être menée conformément au lois de la guerre en vigueur à l'époque. Autrement dit, le territoire passait par une phase d'occupation suivie d'un accord de paix et le souverain vaincu n'avait guère de probabilités de recouvrer ses terres. Même si un traité de paix était souhaitable, il n'était pas obligatoire. Il était inutile que la puissance vaincue reconnaisse officiellement sa défaite : « les droits d'acquisition conférés par la conquête ne dépendaient pas du consentement de l'État perdant ». Il existait l'alternative de l'annexion (tout ou partie) ; si cette manœuvre était dénoncée, un traité de paix représentait le seul moyen de légitimer une conquête en temps de guerre. Fondamentalement, la conquête elle-même était une procédure juridique consistant à éliminer les droits d'autres États sans obtenir leur consentement. Après 1945, la conquête et l'occupation hors d'une guerre sont frappés d'illégalité.
Après la Seconde Guerre mondiale, les guerres relatives à une acquisition territoriale ne se sont pas toutes achevées par un traité de paix. Par exemple, la guerre de Corée s'est interrompue sur un armistice mais aucun traité de paix ne l'a conclue. Techniquement, en 2024, la Corée du Nord est toujours en guerre contre la Corée du Sud et les États-Unis.